# 피터 아그리
피터 아그리(영어: Peter Agre, /ˈɑːɡriː/, 1949년 1월 30일 ~ )는 미국의 의학자, 분자생물학자이다. 2003년에 아쿠아포린을 발견한 공로로 로더릭 매키넌과 함께 노벨 화학상을 수상했다.

## 수상 경력
- 2003년 : 노벨 화학상

## 같이 보기
- 아쿠아포린